# Крестена
Кре́стена (греч. Κρέστενα) — малый город в юго-западной Греции, административный центр общины (дима) Андрицена-Крестена в периферийной единице Элида в периферии Западная Греция. Находится в западной части полуострова Пелопоннес, на высоте 93 метра над уровнем моря, в 8 километрах к западу от берега залива Кипарисиакоса Ионического моря. Город расположен в 190 километрах к юго-западу от столицы Греции Афин. Население 1864 жителя по переписи 2011 года.
В 1 километре к юго-западу от города проходит национальная дорога 9, часть европейского маршрута E55.

## История
Рядом находился древний город Скиллунт на берегу небольшой реки Селинунт, притока Алфиоса, в котором жил с 392 года до н. э. писатель Ксенофонт, изгнанный из Афин. По Павсанию скиллунтцы воздвигли храм Геры в Олимпии.
Пострадал от лесных пожаров 2007 года.

## Сообщество Крестена
В общинное сообщество Крестена входят 4 населённых пункта. Население 2356 жителей по переписи 2011 года. Площадь 14,776 квадратного километра.
| Наименование | Население (2011), человек |
| ------------ | ------------------------- |
| Каминия      | 131                       |
| Крестена     | 1864                      |
| Мосхула      | 186                       |
| Порос        | 175                       |

## Население
| Год  | Население, человек |
| ---- | ------------------ |
| 1991 | 5266               |
| 2001 | 4927               |
| 2011 | ↘ 1864             |